# Кушня
Кушня́ (рос. Кушня, башк. Ҡушна) — присілок у складі Калтасинського району Башкортостану, Росія. Входить до складу Калегінської сільської ради.
Населення — 115 осіб (2010; 135 у 2002).
Національний склад:
- марійці — 97 %